# 自然资源部海啸预警中心
自然资源部海啸预警中心，是为预防中国沿海地区可能遭受到的海啸，于2013年成立的依托在自然资源部国家海洋环境预报中心的为中国沿海地区、南中国海周边国家提供快速的海啸预警信息服务的机构，属财政补助事业单位，总部地址设于北京市海淀区大慧寺路8号。该中心同时加挂联合国教科文组织政府间海洋学委员会南中国海区域海啸预警中心牌子，简称南中国海区域海啸预警中心，为中国、文莱、柬埔寨、印度尼西亚、马来西亚、菲律宾、新加坡、泰国、越南等国提供海啸监测预警服务。现任主任为原野，首席预报员为赵联大。

## 成立历史
中国主要有三大地震海啸高风险区，分别为渤海海域、台湾周边海域和南海海域。这些海域大多处于环太平洋地震带上，一旦发生强烈地震便会造成海啸，中国沿海有可能受到严重影响。对此，在20世纪70年代初，国家海洋局情报所曾结合地震工作，进行了一些海啸历史研究。但1975年海城地震和1976年唐山地震中，以及发生于渤海的若干次较强地震均未引起明显海啸，因此在中国大陆曾盛行一种中国没有破坏性地震海啸的说法。但是，根据学者对中国地区海啸和区域海啸历史的研究，认为中国也是一个多地震海啸国家。尤其是强烈地震引起的局地海啸，中国的损失居世界首位，占全球海啸死亡总人数的三分之一。但并非所有的强烈海底地震都能引起海啸，只有伴有强烈地壳活动的海底地震才能产生海啸，这类地震大约占太平洋地区地震的四分之一左右，据此不难解释渤海海区地震海啸频次较低的原因。
为预防中国沿海地区可能遭受到的海啸，国家海洋局在其于2006年1月发布的《2006年中国海洋灾害公报》中指出，该局将于2年内通过搭建海啸观测台站等措施，以加强海啸预警和监测工作。2011年，时任国家海洋环境预报中心副主任于福江表示，中国当时建立的海啸预警机制可在两分钟内对近海海啸发出预警，而远海海啸则可在15分钟内发出预警，但当时中国还没有建立任何一个海啸预警中心，仅有一个国家海洋局下属的部门来管理中国地区的海啸预警工作。2013年，国家海洋局海啸预警中心在北京市海淀区成立，该中心依托国家海洋环境预报中心运作，该中心的成立被认为标志着中国海啸预警业务工作驶入快车道。
2011年，国家海洋局在太平洋海啸预警与减灾系统政府间协调组第24次会议上，提议南中国海区域各国联合建立南海海啸预警与减灾系统。2012年在马来西亚召开的南中国海区域工作组第2次会议重点审议并通过了由中国牵头起草的《南中国海海啸预警与减灾系统建设方案》。2013年9月，在太平洋海啸预警与减灾系统政府间协调组第25次大会上，正式同意依托国家海洋局海啸预警中心建设联合国教科文组织政府间海洋学委员会南中国海区域海啸预警中心，简称为南中国海区域海啸预警中心，填补了该区域的海啸预警系统长期以来的空白。2018年2月8日，中国海区域海啸预警中心宣布正式开始业务化试运行，成为中国国家海洋局首个24小时业务化运作的国际预警中心。2018年5月8日，联合国教科文组织政府间海洋学委员会南中国海区域海啸预警中心授牌仪式在北京市举行。
2018年3月17日，第十三届全国人民代表大会第一次会议通过《第十三届全国人民代表大会第一次会议关于国务院机构改革方案的决定》，批准《国务院机构改革方案》，决定组建自然资源部，不再保留国土资源部、国家海洋局。2018年11月，国家海洋局海啸预警中心相应调整为“自然资源部海啸预警中心”。

## 监测范围与业务

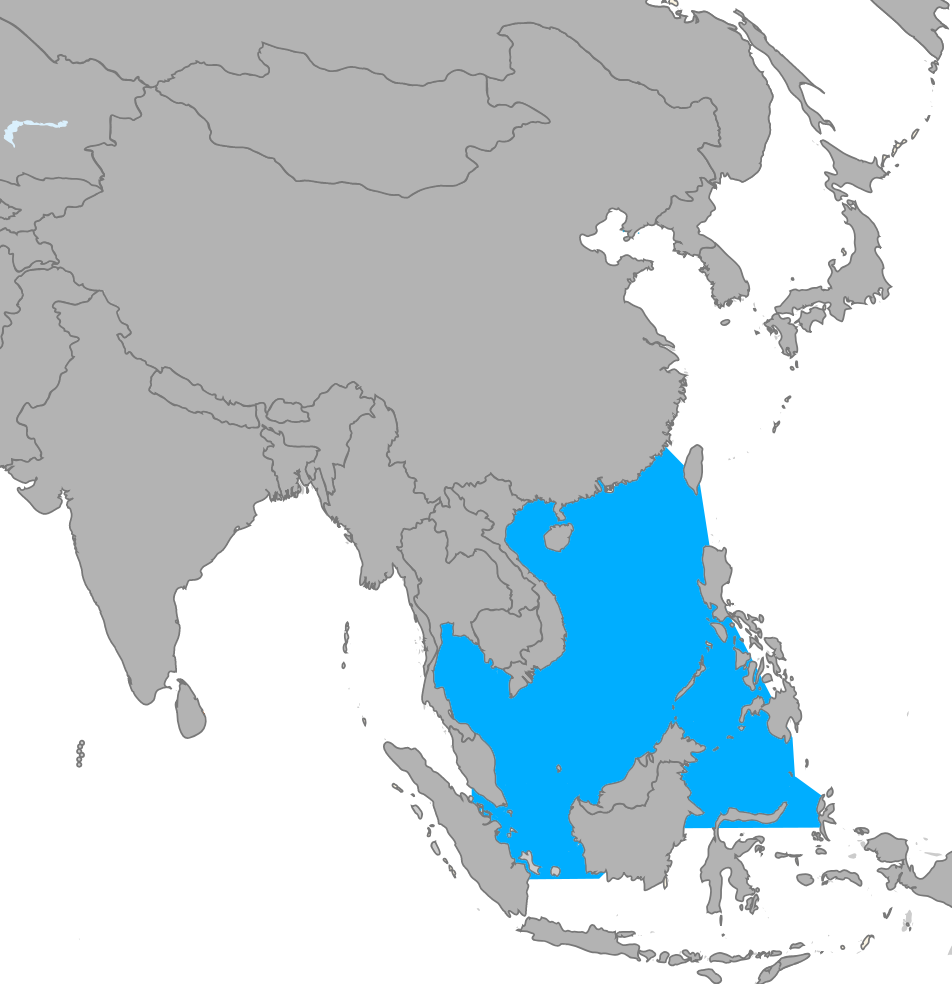
联合国教科文组织政府间海洋学委员会南中国海区域海啸预警中心监测海域

自然资源部海啸预警中心可实时获取分布在世界各地共800余个潮位站、60个海啸浮标数据和中国沿岸、岛屿112个分钟级验潮站的数据。由于自然资源部海啸预警中心建立了新一代太平洋和南中国海海啸数值的预报系统，对太平洋、西北太平洋及南海的海啸数值预报可分别在5分钟、1分钟和30秒内完成，与2011年相比减少了三分之二以上的时间，被认为基本满足了快速海啸预警的需求。
目前，自然资源部海啸预警中心（南中国海区域海啸预警中心）所监控区域北起台湾岛南部、西至新加坡南部、东至菲律宾西部、南至印度尼西亚，主要服务对象为中国、文莱、柬埔寨、印度尼西亚、马来西亚、菲律宾、新加坡、泰国、越南等国。自然资源部海啸预警中心的建立、完善地震海啸监测网、海啸预警系统和海啸减灾系统，提高了对中国及南海区域的地震海啸监测、分析和预警能力，为中国沿海地区、南海周边国家提供快速的海啸预警信息服务。同时，加强海啸监测技术研发和海啸致灾机理研究，加强海啸减灾能力建设，加强人才队伍建设和运行保障机制工作形成业务体系完善、机构设施健全、人才队伍充实、预警响应高效的现代化海啸预警业务体系，显著提升中国及南海区域的海啸预警和减灾能力。另外，自然资源部海啸预警中心下属的南中国海区域海啸预警中心为南海区域防范海啸风险，维护各国沿海人民生命财产安全提供有力保障。
在2015年5月，中国国家海洋局印发的《风暴潮、海浪、海啸和海冰灾害应急预案》中，明确了国家海洋局海啸预警中心的职责为参与研判应急响应级别、牵头开展全国海洋灾害预警业务、发布全国海洋灾害预警报、组织海洋灾害应急预警报会商、向国务院有关部门、军方有关单位和大型央企提供海洋灾害应急决策服务和业务咨询。